# Campeonato Carioca de Futebol de 1937 (LFRJ)
O Campeonato Carioca de Futebol de 1937 foi a 39.ª edição do torneio e foi realizado pela Liga de Futebol do Rio de Janeiro (LFRJ). O Fluminense conquistou o bicampeonato com este título, o seu 11º na competição.
O ano de 1937 teria a realização de dois campeonatos. Porém, o Campeonato Carioca de 1937 da Federação Metropolitana de Desportos (FMD) foi encerrado antes da realização do segundo turno devido à pacificação entre as ligas: a dissidente Liga Carioca de Football (LCF) e a oficial Federação Metropolitana de Desportos, filiada à Confederação Brasileira de Desportos (CBD).

## Participantes
| Equipe        | Cidade         | Participação | Títulos             |
| ------------- | -------------- | ------------ | ------------------- |
| America       | Rio de Janeiro |              | 6 (último em 1935)  |
| Andarahy      | Rio de Janeiro |              | 0                   |
| Bangu         | Rio de Janeiro |              | 1 (último em 1933)  |
| Bonsucesso    | Rio de Janeiro |              | 0                   |
| Botafogo      | Rio de Janeiro |              | 8 (último em 1935)  |
| Flamengo      | Rio de Janeiro |              | 6 (último em 1927)  |
| Fluminense    | Rio de Janeiro |              | 10 (último em 1936) |
| Madureira     | Rio de Janeiro |              | 0                   |
| Olaria        | Rio de Janeiro |              | 0                   |
| Portuguesa    | Rio de Janeiro |              | 0                   |
| São Cristóvão | Rio de Janeiro |              | 1 (último em 1926)  |
| Vasco da Gama | Rio de Janeiro |              | 5 (último em 1936)  |

### Classificação final
| Classificação | Classificação | Classificação | Classificação | Classificação | Classificação | Classificação | Classificação | Classificação | Classificação |
| Pos           | Time          | PG            | J             | V             | E             | D             | GP            | GS            | SG            |
| ------------- | ------------- | ------------- | ------------- | ------------- | ------------- | ------------- | ------------- | ------------- | ------------- |
| 1             | Fluminense    | 38            | 22            | 17            | 4             | 1             | 65            | 22            | +43           |
| 2             | Flamengo      | 35            | 22            | 15            | 5             | 2             | 83            | 34            | +49           |
| 3             | Vasco da Gama | 30            | 22            | 13            | 4             | 5             | 84            | 42            | +42           |
| 4             | Botafogo      | 28            | 22            | 12            | 4             | 6             | 67            | 31            | +36           |
| 4             | São Cristóvão | 28            | 22            | 12            | 4             | 6             | 67            | 35            | +32           |
| 4             | America       | 28            | 22            | 11            | 6             | 5             | 66            | 38            | +28           |
| 7             | Madureira     | 23            | 22            | 10            | 3             | 9             | 54            | 46            | +8            |
| 8             | Portuguesa    | 15            | 22            | 6             | 3             | 13            | 42            | 70            | -28           |
| 8             | Bonsucesso    | 15            | 22            | 6             | 3             | 13            | 32            | 77            | -45           |
| 10            | Olaria        | 11            | 22            | 4             | 3             | 15            | 37            | 90            | -53           |
| 11            | Bangu         | 10            | 22            | 4             | 2             | 16            | 28            | 61            | -33           |
| 12            | Andarahy      | 3             | 22            | 1             | 1             | 20            | 29            | 108           | -79           |

## Premiação
| Campeonato Carioca de 1937      |
| Rio de Janeiro                  |
| ------------------------------- |
| FLUMINENSE Campeão (11º título) |